# Boruch Szlezinger
Boruch Szlezinger, geboren als Baruch (Israël) Szlezinger (Trzebinia (Polen), 16 februari 1923), is een Frans ondernemer, intellectueel en overlevende van de Holocaust.

## Geboorte, familie en jeugd
Szlezinger werd geboren als Baruch (Israël) Szlezinger op 16 februari 1923 bij Trzebinia (Polen). Hij en zijn familie zijn joods. Hij heeft een broer (ouder dan hij) en een zus (jonger dan hij). Hij werd opgeleid aan de joodse school L'Alliance.

## Tweede Wereldoorlog

### Hulp aan verzetsbeweging
In 1941 hielp hij Armia Krajowa en werd daarbij ontdekt door de nazi's die hem naar Blechhammer deporteerde. Hij wist te ontsnappen.

### Holocaust
In 1942 redde hij zijn moeder en zijn zus. Hij werd naar het concentratiekamp Buchenwald gedeporteerd, waar hij meeliep in een dodenmars..

## Na de oorlog
In 1946 emigreerde hij naar Frankrijk. Hij ging hier werken als kleermaker, om vervolgens actief te worden als ondernemer in de textielindustrie.